# Papirus Ebers
Papirus Ebers, tudi Ebersov papirus, je staroegiptovsko medicinsko besedilo o zeliščih, spisano ok. 1550 pr. n. št. na papirus. Velja za enega najpomembnejših staroegiptovskih papirusov. Imenuje se po Nemcu Georgu Ebersu, ki ga je pozimi 1873–74 kupil v Luxorju (Tebe, Egipt). Papirus danes hranijo v knjižnici univerze v Leipzigu.